# Lefteris Joanidis
Lefteris Joanidis (* 10. května 1943, Glykoneri, Řecko - 11. ledna 2022, Brno) byl psycholog, šperkař, malíř a vysokoškolský pedagog.

## Život
Lefteris Joanidis patřil k uprchlíkům z Řecka, kteří přišli do Čech po tamní občanské válce roku 1948. Ocitl se tu jako pětiletý zprvu sám a s rodiči a zbytkem sourozenců se setkal po dvou letech. Absolvoval české základní a středoškolské vzdělání a v letech 1966-1971 vystudoval obor psychologie na Filozofické fakultě Univerzity J. E. Purkyně v Brně a obhájil zde doktorát filozofie.
V Brně začal působit jako psycholog v Dětské psychologické poradně a současně jako arteterapeut, pracující se skupinou. V době normalizace se původní záměry dětské poradny nepodařilo realizovat a Lefteris Joanidis se rozhodl pro dráhu umělce na volné noze. Od roku 1993 působil na Katedře výtvarné výchovy Pedagogické fakulty Masarykovy univerzity, kde získal docenturu. Byl členem Sdružení výtvarných umělců a teoretiků Brno a TT Klubu výtvarných umělců a teoretiků.
Byl členem týmu překladatelské firmy Joanidis Law & Language s.r.o. Group, založené Tomášem Joanidisem. Manželka Lefterise Joanidise byla dcerou děkana Pedagogické fakulty MUNI Josefa Trtílka a vnučkou muzikologa prof. Vladimíra Helferta.

## Dílo
V 70. letech se řada šperkařů zaměřila na práci s obecnými kovy - mědí, mosazí, pakfongem nebo s barevnými smalty. To usnadnilo vstup mezi šperkaře i výtvarníkům, kteří neprošli formálním vzděláním na uměleckých školách. Lefteris Joanidis se zaměřil na mosaz a povrchové úpravy niklováním a z vlastností těchto kovů, jako je ohebnost, pružnost, pevnost a lesk, vytěžil při realizaci šperků maximum. Kov někdy kombinuje se sklem nebo drahými kameny.
Pro jeho náhrdelníky, náramky, brože i prsteny je nejtypičtějším rysem princip zrcadlení, ve kterém se odráží okolní svět i barevné tóny oděvu. V některých závěsech je červená nebo fialová barva ukryta v dutině šperku a objevuje se v odlesku na viditelné ploše. Jeho náhrdelníky a náramky pracují s obrysem kruhu, půlkruhu nebo oválu a střídáním konvexních a konkávních ploch. Autor mění proporce vypouklých a vydutých prvků s velkým citem a intuicí, mění úhly vzájemného postavení, násobení a opakování jednotlivých elementů a podřizuje se pouze kritériu nositelnosti a lehkosti šperku.
Lefteris Joanidis je autorem loga a insignií Fakulty sociálních studií Masarykovy univerzity v Brně. Tvarem vycházejí ze známého optického klamu dánského psychologa Edgara Rubina, v němž je možné spatřit dva různé obrazce – vázu nebo dvě tváře. Vytvořil náramek a prsten pro projekt knihy a výstavy: Kruh prstenu: Světové dějiny sexuality, erotiky a lásky od počátků do současnosti v reálném životě, krásné literatuře, výtvarném umění a dílech českých malířů a sochařů.
Podle návrhu Lefterise Joanidise byl postaven mramorový řecký památník ve Smetanových sadech v Krnově, odhalený 29. října 2005 při příležitosti státního svátku Řecké republiky. V Krnově žila v 50. letech vůbec nejpočetnější skupina Řeků, kteří museli po roce 1948 opustit svou vlast a přezdívalo se mu "řecké Atény."

### Zastoupení ve sbírkách
- Moravská galerie v Brně[15]
- Muzeum města Brna

### Výstavy

#### Autorské
- 1974 výstavní síň Umění-knihy (s M. Filippovovou - grafika, O. Rujbrem - keramika)
- 1975 Lefteris Joanidis, J. Svoboda, Galerie Karolina, Praha
- 1976 Moravská galerie v Brně (s B. Růžičkovou - tapiserie, O. Rujbrem - keramika)[16]
- 1977 Vlastivědný ústav Šumperk (s B. Růžičkovou - tapiserie, O. Rujbrem - keramika)
- 1978 Horácká galerie, Nové Město na Moravě (s B. Růžičkovou - tapiserie, O. Rujbrem - keramika, V. Houfem - grafika)
- 1979 Galerie Dílo, Brno
- 1980 Galerie Dílo, Brno (s V. Šikulou - textil)
- 1981 Lefteris Joanidis: Šperk, Galerie Karolina, Praha
- 1981 Muzeum Prostějovska (s B. Růžičkovou - tapiserie, O. Rujbrem - keramika, V. Houfem - grafika)
- 1982 Lefteris Joanidis, Galerie Dílo, Brno
- 1984 Lefteris Joanidis: Šperk, Galerie Karolina, Praha[17]
- 1984 Galerie Dílo, Brno
- 1986 Galerie Dílo, Ostrava
- 1988 Galerie Dílo, Bratislava
- 1993 Lefteris Joanidis: Šperky, Uměleckoprůmyslové muzeum, Brno[18]

#### Kolektivní (výběr)
- 1973 Perspektivy III, Galerie Pod Krokodýlem, Brno
- 1974 Výtvarníci Jihomoravského kraje, Poznaň
- 1976 Netradiční šperk, Malá galerie Ant. Trýby, LF UEJP, Brno
- 1980 Užité umění 70/80. Sklo, kov, textil, nábytek, keramika., Moravská galerie v Brně
- 1982 Výstava československo-francouzského přátelství, Paříž
- 1982 Umění domovu, Galerie Dílo, Karlovy Vary
- 1987 Moravský šperk, Moravská galerie v Brně[19][20][21][22]
- 1990 Kov a šperk: Oborová výstava, Galerie Václava Špály, Praha
- 1991 Řeč věcí, Oblastní galerie Vysočiny v Jihlavě
- 1993 Kov - šperk 1993, Dům umění města Brna[23]
- 1999 Řekové, Nová radnice Brno
- 2000 Výstava řeckých umělců, Art & Fashion Gallery – Ivana Follová, Praha

### Katalogy

#### Autorské
- Jiřina Medková, Lefteris Joanidis, Dílo, 1982
- Alena Křížová, Lefteris Joanidis: Šperky, Moravská galerie v Brně 1993

#### Kolektivní
- Zdeněk Čubrda, Marie Filippovová - grafika, Lefteris Joanidis - šperky, Oldřich Rujbr - keramika, Praha 1974
- Jiřina Medková, Mladí výtvarníci (Blanka Růžičková, Václav Houf, Lefteris Joanidis, Oldřich Rujbr), Nové Město na Moravě 1978
- Jiřina Medková, Mladí výtvarníci (Blanka Růžičková, Václav Houf, Lefteris Joanidis, Oldřich Rujbr), Prostějov 1981
- Holešovská L a kol., Tři mladí výtvarníci. Blanka Růžičková - tapiserie, Lefteris Joanidis - šperky, Oldřich Rujbr - keramika, Brno 1986
- Karel Holešovský, Užité umění 70/80 (Výstava přírůstků Uměleckoprůmyslového odboru Moravské galerie v Brně), Moravská galerie v Brně 1980
- Zdeněk Čubrda, Otakar Hubáček, Výtvarní umělci Jihomoravského kraje, SČVU 1985
- Alena Křížová, Moravský šperk, Moravská galerie v Brně 1987
- Věra Vokáčová, Kov a šperk: Oborová výstava, Unie výtvarných umělců České republiky 1990
- Agneša Schrammová a kol., Aura, Výstava drobnej plastiky, umeleckého šperku a odevného doplnku, Galéria mesta Bratislavy 1992
- Alena Křížová, Kov - šperk, Brno 1993

### Články
- Karel Holešovský, Lefteris Joanidis, Design Trend 6, 1994, s. 84-87

### Souborné publikace
- Alena Křížová, Proměny českého šperku na konci 20. století, Academia, Praha 2002, ISBN 80-200-0920-5